# Sano
Sano (Japans: 佐野市, Sano-shi) is een stad in de prefectuur Tochigi op het eiland Honshu, Japan. De stad heeft een oppervlakte van 356,07 km² en eind 2009 ruim 121.787 inwoners. De stad is bekend door de Japanse pasta ramen.

## Geschiedenis
Op 1 april 1943 ontstond Sano met de status van stad (shi) na samenvoeging van de gelijknamige gemeente met de gemeentes Inubushi (犬伏町, Inubushi-machi) en Horigome (堀米町, Horigome-machi) plus de dorpen Ueno (植野村, Ueno-mura), Sakai (界村, Sakai-mura) en Hatagawa (旗川村, Hatagawa-mura).
Sano is vervolgens diverse keren uitgebreid:
- 1 januari 1955: met het dorp Azuma (吾妻村, Azuma-mura),
- 1 april 1955: met de gemeente Akami (赤見町, Akami-machi),
- 28 februari 2005: met de gemeentes Tanuma (田沼町, Tanuma-machi) en Zuma (葛生町, Zūma-machi').

## Verkeer
Sano ligt aan de Ryōmō-lijn van de East Japan Railway Company en de Sano-lijn van de Tōbu Spoorwegmaatschappij.
Sano ligt aan de Tōhoku-autosnelweg, de Kitakanto-autosnelweg en aan de autowegen 50 en 293.

## Stedenbanden
Sano heeft een stedenband met
- Quzhou, China
- Lancaster Verenigde Staten

## Geboren in Sano
- Takuro Ishii (石井琢朗, Ishii Takuro), honkbalspeler
- Kazurou Inoue (1972), mangaka

## Aangrenzende steden
- Tochigi
- Ashikaga
- Kanuma
- Kiryū
- Tatebayashi
- Midori